# Родас, Лоренсо де
Лоренсо де Родас (исп. Lorenzo Lopez de Rodas y Martin) (1930, Мадрид, Испания — 17 декабря 2011, Куэрнавака, Морелос, Мексика) — выдающийся мексиканский актёр театра и кино, оператор и режиссёр испанского происхождения. Имя этого замечательного актёра и режиссёра вписано золотыми буквами в историю мексиканского театра и кино.

## Биография
Родился в 1930 году в Мадриде. В молодости переехал в Мексику и посвятил этому городу всю оставшуюся жизнь. В мексиканском кинематографе дебютировал в 1957 году и с тех пор принял участие  в 35 работах в качестве актёра, оператора и режиссёра. Телесериалы Алондра, Злоумышленница, Таковы эти женщины, Мачеха и Прямые поставки оказались наиболее успешными в карьере актёра, а телесериалы Ложь во спасение и Секрет Алехандры оказались успешными в карьере режиссёра, ибо 7 указанных телесериалов были проданы во многие страны мира и актёр и режиссёр вышел на мировой уровень популярности. 
Скончался 17 декабря 2011 года в Куэрнаваке от инфаркта миокарда. Был кремирован, прах по его желанию был развеян над морем

## Личная жизнь
Актёр Лоренсо де Родас женился на актрисе Марии Идалии, которая подарила своему супругу сына — ныне известного мексиканского актёра и режиссёра Леонардо Даниэля, который превзошёл своего отца как по популярности, так и по фильмографии (79 работ в кино и телесериалах).

## Фильмография

### В качестве актёра
1
Прямые поставки (сериал, 2008 – 2009)
Central de abasto ... Víctor
2
Club eutanasia (2005)
... Adalberto
3
Мачеха (сериал, 2005 – 2007)
La madrastra ... Servando Maldonado
4
Под одной кожей (сериал, 2003)
Bajo la misma piel ... Agustín Ruiz Canedo
5
Sus demonios (2003)
... короткометражка
6
Таковы эти женщины (сериал, 2002 – 2003)
Así son ellas ... Don Ramiro Sepúlveda
7
Тайна отца Амаро (2002)
El crimen del Padre Amaro ... Don Paco de la Rosa
8
Злоумышленница (сериал, 2001)
La intrusa ... Dr. Adrián Colmenares
9
Три женщины (сериал, 1999 – 2000)
Tres mujeres ... Vicente Sánchez + режиссёр
10
Вне закона (1998)
Fuera de la ley
11
Зажженый факел (сериал, 1996)
La antorcha encendida ... Virrey Pablo de Irigoyen
12
Algunas nubes (1995)
... Mago
13
Алондра (сериал, 1995)
Alondra
14
Días de combate (1994)
... El Mago
15
Брат Бартоломе де лас Касас (1993)
Fray Bartolomé de las Casas
16
Падший ангел (сериал, 1982)
El ángel caído ... Felipe Argumosa de Lizárraga, 'El Gallo'
17
Судья (сериал, 1979)
J.J. Juez ... Gonzalo + режиссёр
18
Моя маленькая сестра (сериал, 1976)
Mi hermana la Nena ... Dr. Castro, (1976)
19
Выжившие в Андах (1976)
Supervivientes de los Andes
20
Нарасхват (сериал, 1975)
Barata de primavera ... Javier
21
Конституция (сериал, 1970)
La constitución
22
Легенды Мексики (сериал, 1968)
Leyendas de México
23
Жертвы (сериал, 1967)
Las víctimas
24
Sobre el muerto las coronas (1961)
25
Шаг над пропастью (сериал, 1958)
Un paso al abismo
26
Пабло и Каролина (1957)
Pablo y Carolina ... Carlos

### В качестве режиссёра
1
Секрет Алехандры (сериал, 1997)
El secreto de Alejandra
2
Ложь во спасение (сериал, 1996)
Bendita Mentira
3
Непокорная (сериал, 1987)
La indomable
4
Сандра и Паулина (сериал, 1980)
Sandra y Paulina
5
Черные слезы (сериал, 1979)
Lágrimas negras
6
Вероника (сериал, 1979)
Verónica
7
Мама-компаньонка (сериал, 1978)
Mama campanitas + оператор
8
Доменика Монтеро (сериал, 1978)
Domenica Montero

### В качестве оператора
1
Униженные и оскорбленные (сериал, 1977)
Humillados y ofendidos

## Театральные работы
- 1957 — Все мои сыновья
- 1960 — Дезориентация
- 1964 — Человек, которого я убил
- 1985 — Сон разума